# Melaky
Melaky é uma região de Madagáscar localizada na província de Mahajanga. Sua capital é a cidade de Maintirano.